# Spoorlijn Saint-Mariens-Saint-Yzan - Blaye
De spoorlijn Saint-Mariens-Saint-Yzan - Blaye is een Franse spoorlijn van Saint-Yzan-de-Soudiac naar Blaye. De lijn is 36,0 km lang en heeft als lijnnummer 547 000.

## Geschiedenis
De lijn werd geopend door de Compagnie des chemins de fer des Charentes op 16 november 1873. Personenvervoer werd opgeheven op 5 december 1938. Goederenvervoer was er sporadisch sindsdien maar werd definitief gestaakt in 2004 na het ontsporen van een goederentrein door de slechte staat van het spoor.

## Aansluitingen
In de volgende plaatsen is of was er een aansluiting op de volgende spoorlijnen:
Saint-Mariens - Saint-Yzan
RFN 500 000, spoorlijn tussen Chartres en Bordeaux-Saint-Jean
RFN 580 000, spoorlijn tussen Châteauneuf-sur-Charente en Saint-Mariens - Saint-Yzan
Blaye
RFN 547 506, havenspoorlijn Blaye
lijn tussen Saint-André-de-Cubzac en Saint-Ciers-sur-Gironde

## Galerij

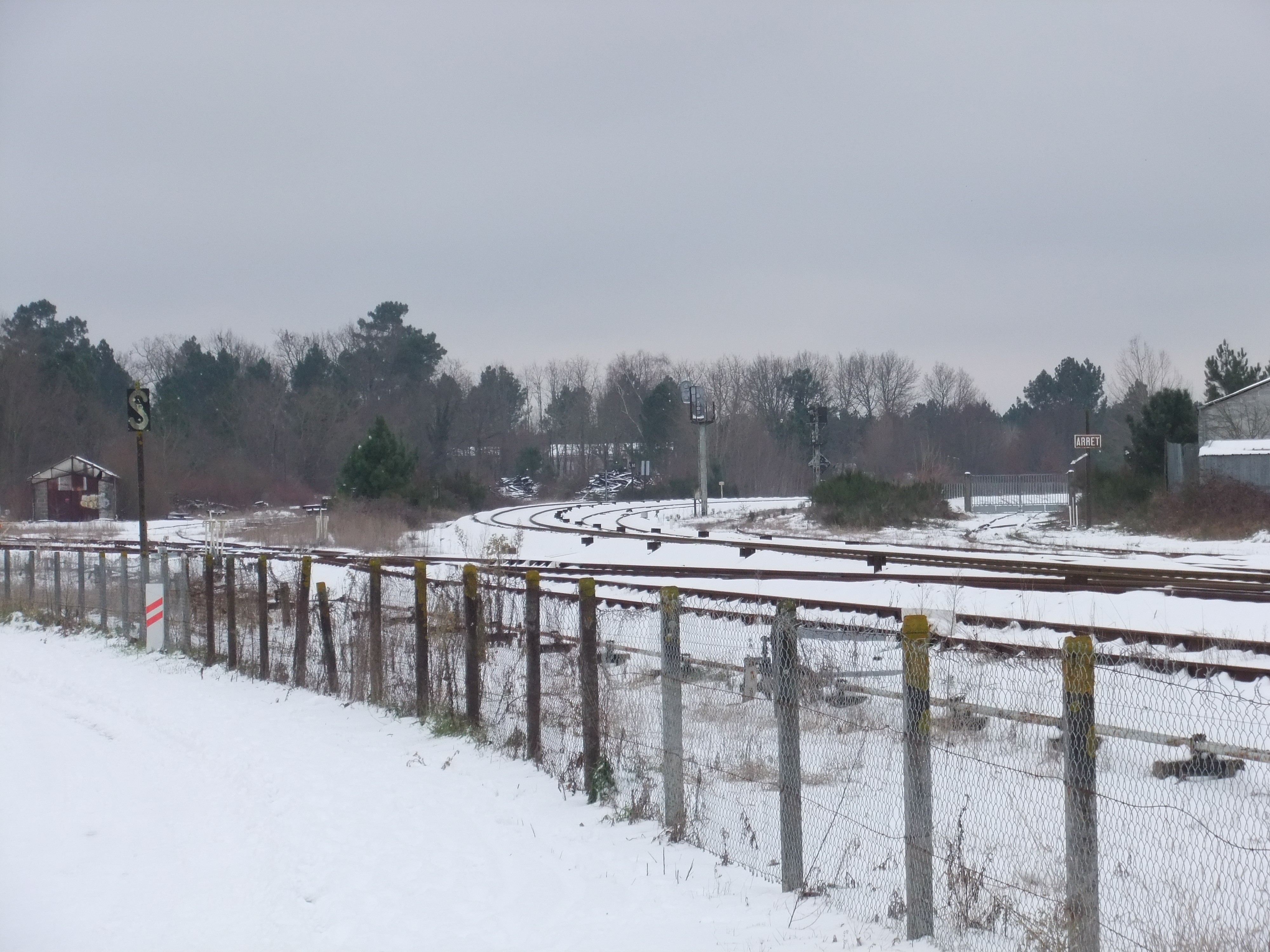
Splitsing met de lijn tussen Chartres en Bordeaux bij Saint-Mariens - Saint-Yzan
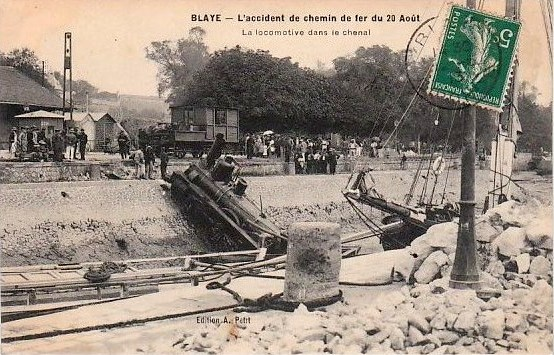
Ontsporing bij Blaye in 1911